# Godfried I van Leuven

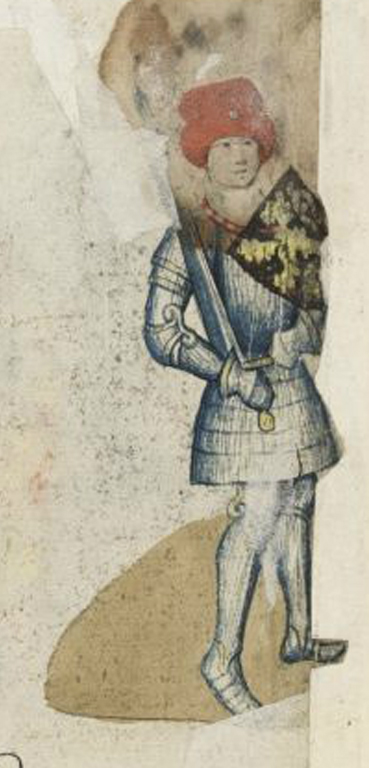
Godfried I van Leuven uit een handschrift van de Brabantsche Yeesten in de Koninklijke Bibliotheek in Brussel (ms. IV 684, ca. 1440/1450).

Godfried I van Leuven (Godfried I met den Baard) (ca. 1063 - 25 januari 1139) was de grondlegger van het latere hertogdom Brabant. Hij was de zoon van graaf Hendrik II van Leuven en Adela van Betuwe.
In 1078 werd hij op aanbeveling van de (aanverwante) markgraaf van Thuringen, Egbert II van Braunschweig, voor een ridderopleiding naar het keizerlijk hof gestuurd. Hieruit wordt afgeleid dat Godfried omstreeks 1063 moet geboren zijn (meerderjarigheid naar Ripuarisch gewoonterecht op 15 jaar).
Bij de dood van zijn broer Hendrik III van Leuven, in februari/maart 1095, volgde hij deze op als graaf van Leuven en landgraaf van Brabant, en voogd van Nijvel en Gembloers. Hij zou kort daarop in conflict komen met Otbert van Luik, de prins-bisschop van Luik, over het graafschap Bruningerode. In 1099 bemiddelde Godfried in het conflict tussen Hendrik III van Luxemburg en Arnold I van Loon over de benoeming van de abt van Sint Truiden. In 1102 hield hij een inval van Robrecht II van Vlaanderen tegen bij Kamerijk.
Hertog Hendrik I van Limburg, de hertog van Neder-Lotharingen, was een trouwe vazal van keizer Hendrik IV. Toen 's keizers jongste zoon Hendrik, de latere keizer Hendrik V zijn vader afzette, bood hertog Hendrik I onderdak aan de afgezette Hendrik IV. Uiteindelijk verloor Hendrik I van Limburg daardoor zijn hertogstitel en op 13 mei 1106 werd Godfried I van Leuven (als Godfried V) benoemd tot hertog van Neder-Lotharingen en tevens tot markgraaf van Antwerpen.
Godfried was van 1114 tot 1119 zelf tegenstander van de keizer, maar verzoende zich daarna weer met hem. In 1122 belegerde hij samen met keizer Hendrik V de opstandige Gosewijn I van Valkenburg en verwoestte zijn kasteel Valkenburg. In 1123 werd zijn broer Alberon I van Leuven benoemd tot bisschop van Luik. In 1128 betaalde Godfried de prijs voor zijn steun in 1125 aan de 'verkeerde' koningskandidaat, Frederik II van Zwaben, en verloor ook hij zijn titel van hertog van Neder-Lotharingen. Hij werd vervangen door Walram I 'Paganus' van Limburg. Godfried behield echter het markgraafschap Antwerpen en de hertogstitel. Zo ontstond het hertogdom Brabant.
Godfried steunde in 1129 de pogingen van graaf Giselbert van Duras om goederen van de abdij van Sint Truiden in bezit te krijgen. Dit leidde op 7 augustus 1129 tot de slag bij Wilderen. Giselbert van Duras met zijn Vlaamse en Brabantse bondgenoten werd daar verslagen door de abt van Sint Truiden, die werd gesteund door de bisschoppen van Metz en Luik, en de graven van Limburg en van Loon. In 1131 werd een vrede bemiddeld in dit conflict.
Godfried is begraven in de abdij van Affligem. Na zijn dood braken binnen Brabant de Grimbergse Oorlogen uit.

## Huwelijken en nakomelingen
Godfried was in zijn eerste huwelijk getrouwd met Ida van Chiny. Zij kregen de volgende kinderen:
- Godfried II (1107-1142)
- Hendrik, monnik in Affligem.
- Adelheid (-1151), gehuwd met koning Hendrik I van Engeland[6]) en met Willem van Aubigny,
- Ida, gehuwd met Arnold I van Kleef
- Clarissa (-1140)

Godfried hertrouwde met Clementia van Bourgondië, weduwe van Robrecht II van Vlaanderen. Zij kregen geen kinderen.
Godfried had een zoon bij een onbekende vrouw: Joscelin. Hij vergezelde zijn halfzuster naar Engeland en trouwde een erfdochter van de Percy familie, zijn nakomelingen zijn vanaf de 14e eeuw tot heden eerst earl en later hertog van Northumberland.
Hendrik I van Engeland voegde na zijn huwelijk met Adeliza de "leeuw van Leuven" op het wapen van Godfried toe aan zijn eigen koninklijke standaard, naast de Engelse leeuw. De derde leeuw kwam erbij door het huwelijk van Hendrik II in 1154 met Eleonora van Aquitanië.

## Voorouders

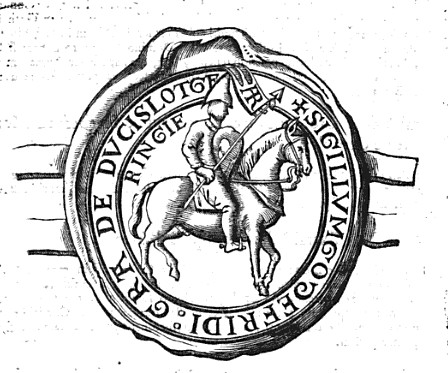
Zegel van Godfried I van Leuven. Het opschrift leest: "SIGILVM GODEFRIDI : GRA DE DVCIS LOTGERINGIE" ("Zegel van Godfried : bij gratie Gods hertog van Lotharingen").

| Voorouders van Godfried van Leuven | Voorouders van Godfried van Leuven                                           | Voorouders van Godfried van Leuven                                           | Voorouders van Godfried van Leuven                                          | Voorouders van Godfried van Leuven                                          | Voorouders van Godfried van Leuven                                          | Voorouders van Godfried van Leuven                                          | Voorouders van Godfried van Leuven                                          | Voorouders van Godfried van Leuven                                          |
| ---------------------------------- | ---------------------------------------------------------------------------- | ---------------------------------------------------------------------------- | --------------------------------------------------------------------------- | --------------------------------------------------------------------------- | --------------------------------------------------------------------------- | --------------------------------------------------------------------------- | --------------------------------------------------------------------------- | --------------------------------------------------------------------------- |
| Overgrootouders                    | Lambert I van Leuven (950-1015) ∞ Gerberga van Neder-Lotharingen (±980–1018) | Lambert I van Leuven (950-1015) ∞ Gerberga van Neder-Lotharingen (±980–1018) | Gozelo I (±967–1044) ∞ ? (-)                                                | Gozelo I (±967–1044) ∞ ? (-)                                                | Fretherhard van Teisterbant (-) ∞ ? (–)                                     | Fretherhard van Teisterbant (-) ∞ ? (–)                                     | ? (-) ∞ ? (-)                                                               | ? (-) ∞ ? (-)                                                               |
| Grootouders                        | Lambert II Balderik (±993–1054) ∞ Oda van Verdun (990-1060)                  | Lambert II Balderik (±993–1054) ∞ Oda van Verdun (990-1060)                  | Lambert II Balderik (±993–1054) ∞ Oda van Verdun (990-1060)                 | Lambert II Balderik (±993–1054) ∞ Oda van Verdun (990-1060)                 | Everhard van Teisterbant (-) ∞ ? (-)                                        | Everhard van Teisterbant (-) ∞ ? (-)                                        | Everhard van Teisterbant (-) ∞ ? (-)                                        | Everhard van Teisterbant (-) ∞ ? (-)                                        |
| Ouders                             | Hendrik II van Leuven (1140-1190) ∞ Adela van Teisterbant (+/-1040-+/-1086)  | Hendrik II van Leuven (1140-1190) ∞ Adela van Teisterbant (+/-1040-+/-1086)  | Hendrik II van Leuven (1140-1190) ∞ Adela van Teisterbant (+/-1040-+/-1086) | Hendrik II van Leuven (1140-1190) ∞ Adela van Teisterbant (+/-1040-+/-1086) | Hendrik II van Leuven (1140-1190) ∞ Adela van Teisterbant (+/-1040-+/-1086) | Hendrik II van Leuven (1140-1190) ∞ Adela van Teisterbant (+/-1040-+/-1086) | Hendrik II van Leuven (1140-1190) ∞ Adela van Teisterbant (+/-1040-+/-1086) | Hendrik II van Leuven (1140-1190) ∞ Adela van Teisterbant (+/-1040-+/-1086) |
| Godfried I van Leuven (1063-1139)  |                                                                              |                                                                              |                                                                             |                                                                             |                                                                             |                                                                             |                                                                             |                                                                             |